# چارلز استوارت پارنل
 چارلز استوارت پارنل (انگلیسی: Charles Stewart Parnell؛ ۲۷ ژوئن ۱۸۴۶ – ۶ اکتبر ۱۸۹۱) یک سیاست‌مدار اهل ایرلند بود.
او از سال ۱۸۷۵ تا ۱۸۹۱ به عنوان نماینده پارلمان خدمت کرد، همچنین به عنوان رهبر حزب خانه قانون از ۱۸۸۰ تا ۱۸۸۲ و سپس رهبر حزب حزب پارلمانی ایرلند از سال ۱۸۸۲ تا ۱۸۹۱ بود. حزب او موازنه قدرت را در مجلس عوام در طول بحث‌های حاکمیت داخلی ۱۸۸۵ - ۱۸۸۶ حفظ کرد.
او که در یک خانواده قدرتمند پروتستان انگلیسی-ایرلندی در فرمانداری ویکلو متولد شد. او یک رهبر اعتراضی برای اصلاحات ارضی و بنیانگذار اتحادیه ملی زمین ایرلند در سال 1879 بود.
او رهبر اتحادیه حاکمیت داخلی شد و مستقل از حزب لیبرال عمل کرد و با ایجاد تعادل بین مسائل قانون اساسی، اقتصادی و با استفاده ماهرانه از رویه پارلمانی، نفوذ زیادی به دست آورد.
او در سال 1882 در زندان کیلمینهام، در دابلین، زندانی شد، اما پس از انصراف از اقدامات خشونت آمیز خارج از پارلمان آزاد شد.
در همان سال، او اتحادیه قوانین داخلی را به عنوان حزب پارلمانی ایرلند اصلاح کرد، که به عنوان اولین حزب منضبط دموکراتیک بریتانیا، آن را به طور جزئی کنترل می کرد.
حزب پارلمانی ایرلند در سال 1890 به دنبال افشای روابط عاشقانه طولانی پارنل، که منجر به امتناع بسیاری از لیبرال های بریتانیایی از همکاری با او شد و مخالفت شدید اسقف های کاتولیک با او را برانگیخت، منشعب شد.
او تا زمان مرگش در سال 1891 ریاست یک جناح کوچک اقلیت را بر عهده داشت.
پارنل به عنوان بهترین سازمان دهنده یک حزب سیاسی ایرلندی تا آن زمان و یکی از برجسته ترین چهره های تاریخ پارلمان شناخته می شود.
علیرغم این استعداد برجسته برای سیاست، حرفه به یک رسوایی شخصی گرفتار شد که او در نهایت تصویر او هرگز بهبود نیافت و  او هیچ وقت نتوانست هدف همیشگی خود را برای به دست آوردن خانه قانون تحقق بخشد.